# デジタル万引き
デジタル万引き（デジタルまんびき、digital shoplifting）とは、書店やコンビニエンスストアなどの店頭で販売されている書籍や雑誌の内容をカメラやカメラ付き携帯電話などで撮影し、その書籍や雑誌を購入することなく情報を入手する行為を指す造語。
日本雑誌協会（JMPA）が2004年、書籍や雑誌を購入せず店頭で記事を撮影する行為を「万引き」に例えて表現した造語である。日本雑誌協会は電気通信事業者協会（TCA）とともに、購入していない雑誌の記事などを撮影しないよう呼びかけるキャンペーンを行い、全国の書店へポスターを配布してマナー向上を訴えた。しかし本来の「万引き」とは異なり窃盗罪に該当する行為ではないため、表現が行き過ぎであると指摘を受けたことから、以後、日本雑誌協会はこの語の使用を自粛している。

## 法的議論

### 民事的な問題
迷惑行為であるとして、店の入口などに撮影禁止であると案内することは可能である。この案内を無視して店内で撮影した場合には店側の管理権を侵害していることになるため、退去を求められたり、何らかの賠償請求をされる可能性がある。

### 刑事的な合法性
窃盗罪（刑法235条）が成立するためには有体物である財物を窃取する必要があるが、無体財産とされる情報を窃取する行為（情報窃盗）であるデジタル万引きでは、情報は画像データとして記録されるものの財物である本そのものを窃取するわけではないため窃盗罪が成立しない。
著作権に関しては、私的複製（著作権法第30条）となるため違法ではない。ただし、撮影した画像データを不特定多数が閲覧できるようにしたり、商用利用したりした場合は私的複製の範囲を超えるため違法となる。
また、撮影禁止の案内の有無にかかわらず、書店側としてはこのような行為をする者は「客」と呼べず、デジタル万引き目的で書店に入ったものとして建造物侵入罪が成立する可能性も指摘されている。ただし警告を無視して繰り返し行うような場合は別として、直ちに犯罪となるという解釈は現実的ではないとされている。